# Cena Theodora W. Adorna

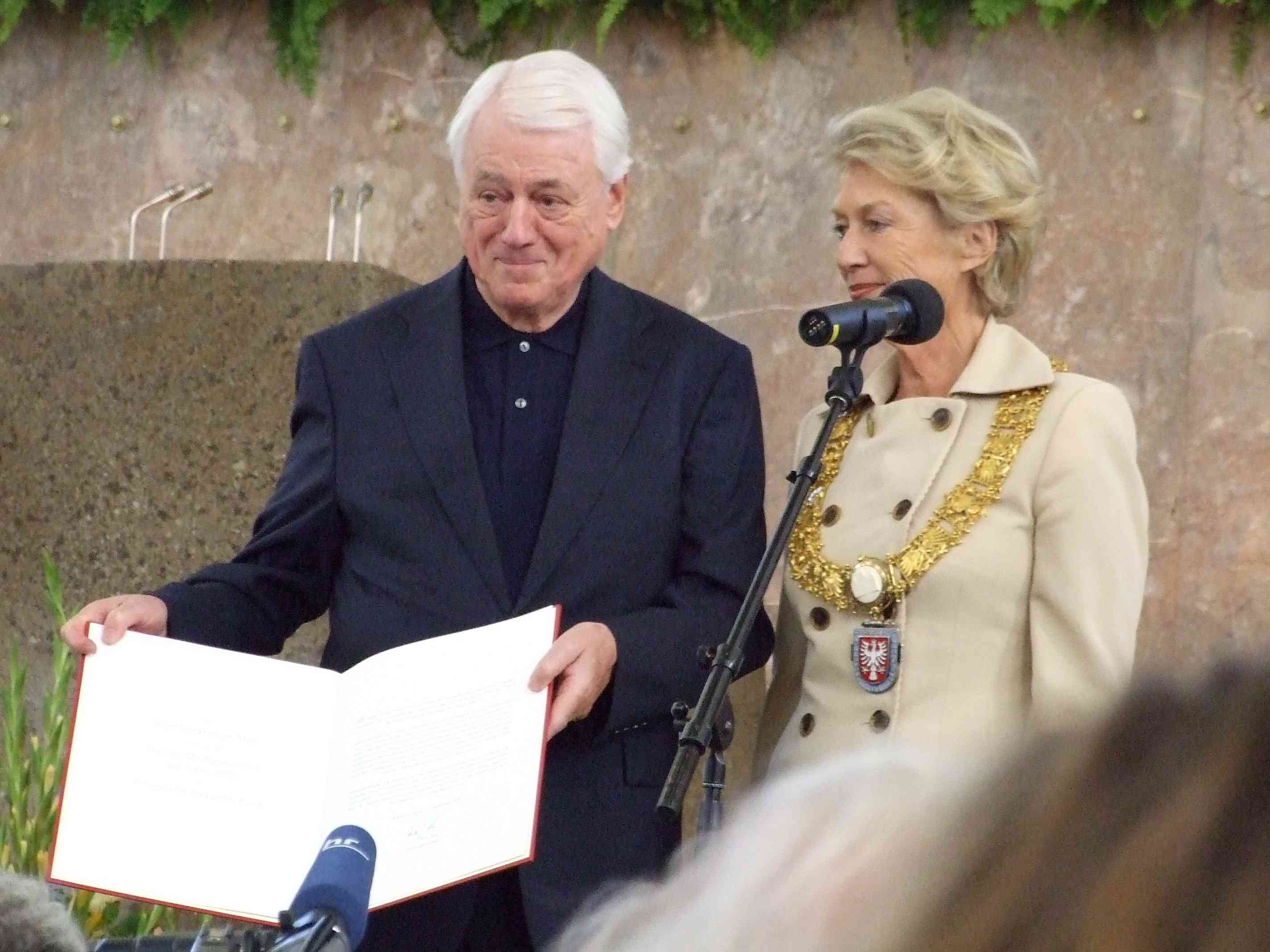
Předání ceny v roce 2009 Alexanderovi Klugemu

Cena Theodora W. Adorna (německy Theodor-W.-Adorno-Preis) je ocenění za úspěchy v oboru filozofie, hudby, divadla a filmu. Uděluje ji město Frankfurt nad Mohanem každé tři roky, již od roku 1977.
Cena je nazvána po Theodorovi W. Adornovi, který přednášel dvacet let na místní univerzitě. Je předávána v den jeho narozenin – 11. září a dotována částkou 50 000 euro.

## Nositelé
- 1977 Norbert Elias
- 1980 Jürgen Habermas
- 1983 Günther Anders
- 1986 Michael Gielen
- 1989 Leo Löwenthal
- 1992 Pierre Boulez
- 1995 Jean-Luc Godard
- 1998 Zygmunt Bauman
- 2001 Jacques Derrida
- 2003 György Ligeti
- 2006 Albrecht Wellmer
- 2009 Alexander Kluge
- 2012 Judith Butlerová
- 2015 Georges Didi-Huberman
- 2018 Margarethe von Trotta
- 2021 Klaus Theweleit
- 2024 Seyla Benhabib